# Vårt hems nordiska bibliotek
Vårt hems nordiska bibliotek  är en skönlitterär bokserie bestående av böcker skrivna av nordiska författare, utgiven av Vårt hems förlag. "Pärlor ur Sveriges, Norges, Danmarks, Finlands och Islands nutida litteratur".
| Titel                                          | Författare             | Utgivningsår |
| ---------------------------------------------- | ---------------------- | ------------ |
| Den siste vikingen                             | Johan Bojer            | 1930         |
| Himmerlandshistorier                           | Johannes V. Jensen     | 1930         |
| Yttersta domen och andra berättelser           | Carl Svenson-Graner    | 1930         |
| Änglarnas skyddslingar och andra berättelser   | F. E. Sillanpää        | 1930         |
| Huset med vindskuporna                         | Gurli Hertzman-Ericson | 1930         |
| Onni Kokko och andra berättelser               | Jarl Hemmer            | 1931         |
| Änkeleken och andra berättelser                | Sigfrid Siwertz        | 1931         |
| Den gamle prästen                              | Jakob Knudsen          | 1931         |
| Ett riktigt manfolk                            | Gunnar Gunnarsson      | 1931         |
| I Spetsbergens våld och andra berättelser      | Lars Hansen            | 1931         |
| Jonas Ödmarks historia och Jonas Ödmarks söner | Ragnar Holmström       | 1931         |
| På livets skuggsida                            | Sigrid Undset          | 1931         |